# گیدازپام
گیدازپام (انگلیسی: Gidazepam) یک مشتق بنزودیازپین است که در اتحاد جماهیر شوروی ساخته شده‌است. این ماده یک بنزودیازپین ضد اضطراب انتخابی است. همچنین دارای ارزش درمانی در مدیریت برخی از اختلالات قلبی عروقی است.